# Кулешовка (Ростовская область)
Кулешо́вка — село в Азовском районе Ростовской области, административный центр Кулешовского сельского поселения, в который также входит посёлок Тимирязевский.

## География
Кулешовка удобно расположена вдоль трассы «Азов—Ростов» и имеет авто- и железнодорожное сообщение с районным и областным центрами.
Ближайшие населённые пункты:
- Новоалександровка (1,7 км),
- Высочино (9,8 км),
- Зелёный Мыс (7,3 км),
- Платоно-Петровка (10,2 км),
- Тимирязевский (15 км от Азова)
- Овощной (7,8 км)

## Улицы
| - ул. Азовская - ул. Береговая - ул. Вишневая - ул. Дачная - ул. Ежевичная - ул. Крестьянская | - ул. Красноармейская - ул. Кулагина - ул. Ленина - ул. Матросова - ул. Молодёжная - ул. Пролетарская | - ул. Первомайская - ул. Персиковая - ул. Пролетарская - ул. Совхозная - ул. Солнечная - ул. Тамбовская |

- ул. Новая

## История
На левобережье реки Азовки у озера Лебяжьего из койсугских хуторов в 1834 году был выделен земельный надел и дано официальное название хутору Кулешовка. В плане деревни Кулешовки Екатеринославской губернии, Ростовского округа, Батайской волости, составленном в 1857 году, обозначено место для постройки молитвенного дома. Имеются сведения о том, что в селе Кулешовка существовала церковь Георгия Победоносца с 1861 года.
Посёлок начал строиться в середине 1980-х годов для обеспечения жильём работников АКДП (Азовский комбинат детского питания). В 2007 году комбинат окончательно прекратил своё существование. До ликвидации АКДП был крупнейшим промышленным предприятием Азовского района.
Пожарная часть села Кулешовка Ростовской области (Государственное учреждение «40 отряд Федеральной противопожарной службы по Ростовской области») в 2009 году признана лучшим специализированным подразделением на юге России по тушению крупных пожаров. На вооружении 150-й части не только стандартная техника для тушения возгораний, но также медицинская и противопаводковая. Есть даже пожарный танк. Его применяют для борьбы с огнём на взрывоопасных объектах. Конкурс на лучшую спецчасть МЧС проводило впервые. Руководителю Кулешовской пожарной части вручили переходящий кубок.

## Население
| 1989   | 2002    | 2010    | 2021    |
| ------ | ------- | ------- | ------- |
| 11 574 | ↗14 690 | ↘13 692 | ↗14 568 |

## Экономика

### Промышленность
- ЗАО «Рыбопитомник».
- СХА (колхоз) «Кулешовское».
- ЗАО АТП «Кулешовское».
- ООО «Кулешовский РМЗ».

## Социальная сфера

### Образование
- Средняя школа № 16.
- Средняя школа № 17 является полной правопреемницей школы в селе Кулешовка как таковой и непосредственно Кулешовской средней школы, которая находилась в данном здании и до 1987 года была единственным общеобразовательным учреждением в селе Кулешовка. После строительства Азовского комбината детского питания и отдельного жилого микрорайона для работников данного предприятия, было построено ещё одно здание, которое было выделено в отдельную школу — сегодня это средняя школа № 16.
- Профессиональный лицей технологии и предпринимательства.
- Детский сад «Лакомка».
- Детский сад «Ягодка».
- Детский сад № 52 «Матрешка».

### Культура
- Муниципальное бюджетное учреждение культуры Районный Дом культуры Азовского района

### Медицина
- Муниципальное бюджетное учреждение здравоохранения «Центральная районная больница» Азовского района Ростовской области

### Общественные организации
- Георгиевский храм,
- ГБУСОН РО «Социально-реабилитационный центр для несовершеннолетних Азовского района»
- Детский театр-студия «Городок» социально-реабилитационного центра (стал дипломантом всероссийского фестиваля детских театров в Калуге).

### Спорт
- АООРДСК «Кентавр» (Президент клуба Глава Азовского района В. Н. Бевзюк) (греко-римская борьба, гиревой спорт, туризм и др.) В 2003 году стал первым в Российском смотре спортивно-воспитательной работе среди детей. В спортивном клубе занимается около 250 детей по 5 видам спорта. За время существования клуба было подготовлено 8 мастеров спорта России по греко-римской борьбе.
- Хоккей на траве.
- Футбольный клуб «Кулешовка».

В течение последних лет активно велось совершенствование спортивной базы. Построен и введён в эксплуатацию стадион с искусственным покрытием. Совсем недавно построен ещё один стадион с искусственным покрытием. Проект будущего спортсооружения обсуждался с президентом Федерации хоккея на траве России Сергеем Чиченковым, который побывал в Азовском районе с рабочим визитом.
Кулешовка признаётся специалистами одним из важных центров развития хоккея на траве. В будущем спортивный статус населённого пункта должен ещё более возрасти. После открытия нового спортивного ядра Кулешовка стала базой для подготовки мужской национальной сборной. Решение о строительстве кулешовского стадиона принималось на самом высоком уровне — вопрос обсуждался лично с министром спорта Виталием Мутко.

## Достопримечательности
- Мемориальный комплекс — памятник истории, который располагается в окрестностях села Кулешовка Азовского района Ростовской области, у шоссе Ростов-Азов. У объекта местная категория охраны согласно Решению облисполкома № 16 от 25 января 1988 года[6].
- Памятник погибшим лётчикам — часть мемориального комплекса, памятник истории, который расположен близ села Кулешовка у шоссе Ростов-Азов. У исторического памятника местная категория охраны, присвоенная Решением облисполкома № 16 от 25 января 1998 года[7].
- Братская могила летчиков, погибших в годы Великой Отечественной войны — исторический памятник и часть мемориального комплекса, расположенного близ села Кулешовка у шоссе Ростов-Азов. У объекта местная категория охраны, в соответствии с решением облисполкома № 16 от 25 января 1988 года[8].
- Памятник жертвам Чернобыльской катастрофы — памятник, который был открыт 26 апреля 2014 года. В этот день была 28 годовщина катастрофы на Чернобыльской АЭС. Освятили мемориал настоятель храма Святого Георгия Победоносца иерей Святослав Баденков. Участие в церемонии принимали представители местной администрации и члены семей ликвидаторов аварии на Чернобыльской АЭС[9].
- Кулешовский заказник —  памятник природы регионального значения.